# Hrvatsko vijeće obrane
Der Hrvatsko vijeće obrane (kroatisch für Kroatischer Verteidigungsrat), kurz HVO, war die Armee der Kroaten in Bosnien-Herzegowina während des Bosnienkriegs (1992–1995). Der HVO operierte vor allem auf dem Gebiet der Kroatischen Republik Herceg-Bosna, einem international nicht anerkannten De-facto-Staat. In Sarajevo, Tuzla und Bihać kämpften HVO-Brigaden im Verband der Armee der Republik Bosnien und Herzegowina (ARBiH).
Der HVO entstand aus selbstorganisierten paramilitärischen Einheiten von kroatischen Freiwilligen, die sich unter dem Eindruck des Kroatienkrieges unmittelbar vor Beginn des Bosnienkriegs gebildet hatten (z. B. 1. bojna „Poskok“). Die Zentralregierung in Sarajevo lehnte eine Verteidigung der kroatischen Dörfer in Bosnien und Herzegowina ab und schaute passiv auf die serbischen Angriffe („Das ist nicht unser Krieg“ Alija Izetbegović, damals Präsident der Republik). Dadurch bestand der HVO zu Kriegsbeginn größtenteils aus lokal organisierten, milizenartigen Infanteriebrigaden, deren Aufgabe darin bestand, die kroatische Bevölkerung zu schützen und die Politik des bosnisch-herzegowinischen Zweiges der Partei HDZ durchzusetzen. Die Unterstützung der verbündeten und teils gemeinsam operierenden kroatischen Armee durch Ausbildung, Ausrüstung und Personal machte den HVO mit einer Gesamtstärke von bis zu 50.000 Soldaten zur effektivsten Streitmacht im Bosnienkrieg. Auch ausländische Söldner aus Europa und Übersee dienten im HVO. Angehörige des HVO verübten Kriegsverbrechen und ethnische Säuberungen an der bosniakischen und serbischen Zivilbevölkerung.

## Geschichte

### Bosnienkrieg
Kurz vor Beginn des Krieges entstanden in der Westherzegowina durch Selbstorganisation der kroatischen Gemeinschaft, schon im Sommer 1991 erste Einheiten der Kroaten als Vorbereitung eines zu erwartenden serbischen Angriffs. Die Gründung des HVO am 8. April 1992 wurde mit der „Passivität“ der Bosniaken begründet, welche den Serben zu wenig Widerstand entgegensetzen würden. Historiker gehen jedoch davon aus, dass es als ein Element der „großkroatischen“ Politik des damaligen kroatischen Staatspräsidenten Franjo Tuđman und ein Instrument für den Anschluss der mehrheitlich von Kroaten besiedelten Gebiete an Kroatien war.
Die Unterstützung der kroatischen Armee ermöglichte dem HVO eine relativ gute Ausrüstung seiner Soldaten und den Einsatz großer Mengen an schweren Waffen. Lange operierte der HVO gemeinsam mit der kroatischen Armee, die Ähnlichkeit der Bezeichnung HVO mit der Bezeichnung für die Kroatische Armee: Hrvatska vojska (HV) ist unverkennbar.

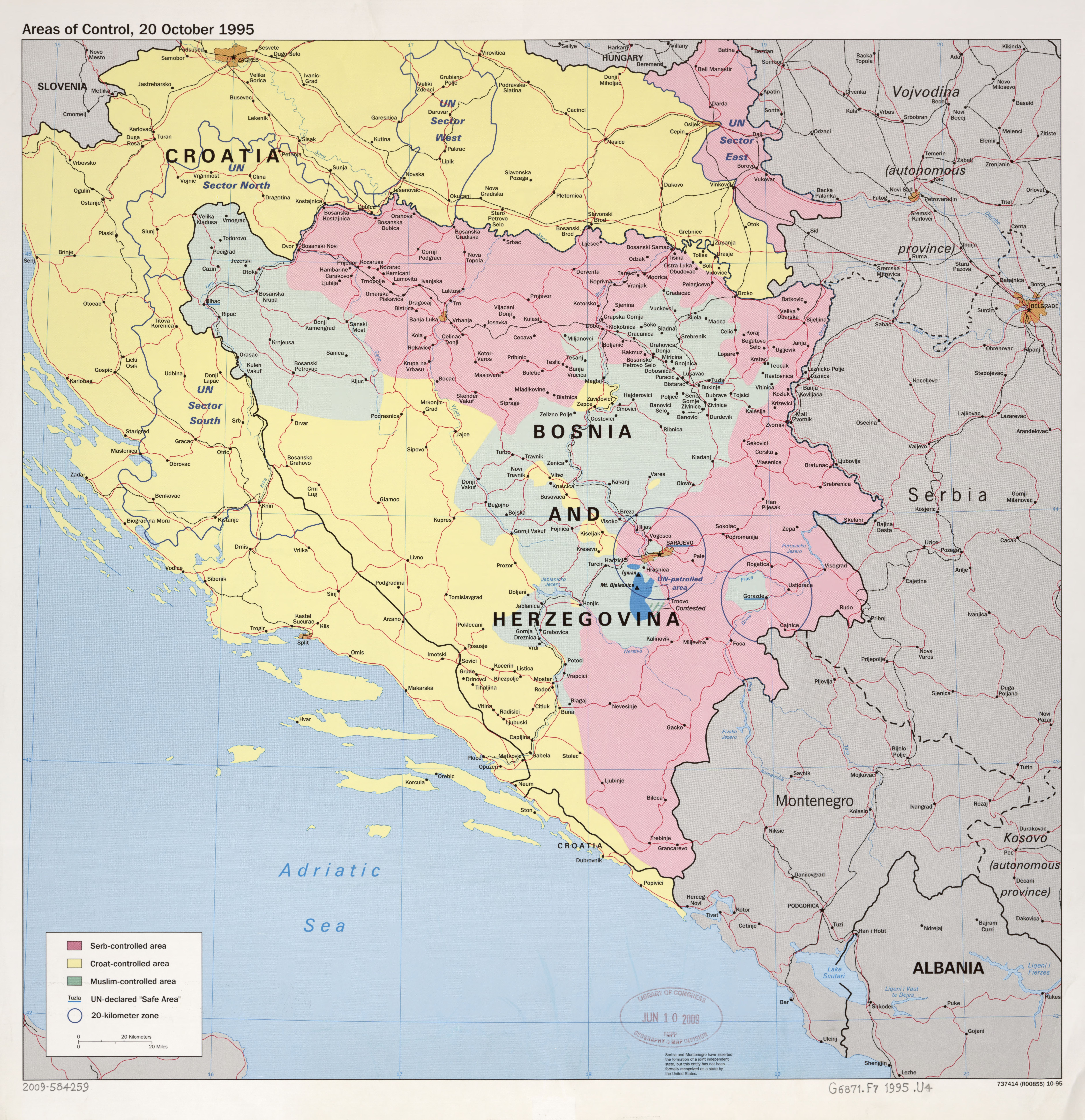
Gebiete unter der Kontrolle des HVO und der kroatischen Armee (gelb) zum Ende des Bosnienkriegs am 20. Oktober 1995.

Der HVO kämpfte zunächst mit der verbündeten bosnischen Regierungsarmee (ARBiH) gegen die Armee der bosnischen Serben (VRS). Im April 1993 eskalierte ein Konflikt zwischen den Verbündeten im kroatisch-bosniakischen Krieg. Mit der Unterstützung Zagrebs forderte der HVO den Rückzug der bosnischen Regierungstruppen aus den Gebieten, welche nach dem Vance-Owen-Plan von den Kroaten kontrolliert werden sollten. Als Izetbegović ablehnte, begann der HVO die Gebiete zu besetzen und führte ethnische Säuberungen durch.

### Kriegsverbrechen und ihre juristische Aufarbeitung
Im ganzen Lašva-Tal wurden Bosniaken vertrieben. Zunächst befanden sich die kroatischen Truppen auf dem Vormarsch und verübten unter anderem am 16. April das Massaker von Ahmići, bei welchem Truppen des HVO etwa 116 bosniakische Zivilisten ermordeten und bosniakische Häuser in Brand setzten. Dabei gingen Einheiten des HVO von Haus zu Haus, ermordeten die Dorfbevölkerung und zerstörten einen großen Teil der Ortschaft.
Am gleichen Tag wurde auch das Massaker von Vitez begangen. Dabei belagerten Truppen des HVO die Ortschaft Vitez und bombardierten bosniakische Gebiete. Der Großteil der bosniakischen Häuser wurde in Brand gesetzt, 172 bosniakische Zivilisten ermordet, 5000 vertrieben und 1200 in Internierungslager inhaftiert.

Von Mai 1993 bis Januar 1994 attackierte der HVO Mostar und führte eine ethnische Säuberung durch. Tausende von Bosniaken wurden vertrieben und ihre Häuser geplündert. Die Männer wurden im Lager Dretelj interniert.
Der HVO betrieb ebenfalls mehrere Internierungslager für Bosniaken, deren Insassen gefoltert und geschlagen wurden. Dabei wurden auch bosniakische Frauen misshandelt und vergewaltigt.
Am 29. Juli 2004 wurde der HVO-General Tihomir Blaškić in der Berufungsinstanz des Internationalen Strafgerichtshofs für das ehemalige Jugoslawien zu einer neunjährigen Freiheitsstrafe verurteilt, nachdem die erstinstanzlich verhängte Strafe von 45 Jahren reduziert worden war, und am 2. August 2004 aus der weitgehend verbüßten Haft entlassen.
Am 29. November 2017 wurden die HVO-Funktionäre Slobodan Praljak (Militärchef) und Berislav Pušić (Chef des Büros für Gefangenenaustausch) vom Internationalen Strafgerichtshof in zweiter Instanz zu 20 beziehungsweise 10 Jahren Haft verurteilt. Praljak beging nach der Urteilsverkündung, bei der die erstinstanzlichen Urteile jeweils bestätigt worden waren, in Den Haag Suizid.

### Nachkriegszeit
Mit dem Ende des Bosnienkrieges und der Bildung der bosniakisch-kroatischen Föderation, zu der auch die überwiegend von den Kroaten besiedelten Landesteile gehörten, kam es offiziell zur Auflösung des HVO. Jedoch wurden noch fünfeinhalb Jahre nach Kriegsende im Verlauf einer Razzia bei der Hercegovačka banka rund 50 Unterkonten des Verteidigungsrates, der sich bis 1997 als Anteilseigner selbiger Bank betätigt hatte, entdeckt. Der Verbleib der Gelder wurde auch nach der Verhaftung des der Unterschlagung beschuldigten HDZ/BiH-Politikers Ante Jelavić im Januar 2004 nur teilweise aufgeklärt.
Im Jahr 2006 wurden aus der Armee der Föderation Bosnien und Herzegowinas (VFBiH) und der Armee der Republika Srpska (VRS) die Streitkräfte von Bosnien und Herzegowina (OSBiH) gebildet. Dabei wurde das 1. Infanterie-Regiment der bosnisch-herzegowinischen Streitkräfte als kroatisches Traditionsregiment des HVO aufgestellt und in der Kaserne „Stanislav Baja Kraljević“ (ehemals „Heliodrom“) stationiert. Der 8. April eines Jahres wird als Gründungstag des HVO (Dan utemeljenja HVO-a) mit militärischen Ehren begangen. Der 20. Gründungstag im Jahr 2012 wurde mit mehrtägigen Feierlichkeiten begangen, an denen auch offizielle Vertreter der Regierung von Bosnien und Herzegowina teilnahmen.

## Gliederung
Die militärische Gliederung des HVO orientierte sich grundsätzlich an der Gliederung der Kroatischen Armee. Alle Oberbefehlshaber waren abgeordnete Offiziere der Kroatischen Armee, ausgenommen Tihomir Blaškić.

### Landstreitkräfte (Mai 1992 bis Dezember 1993)

Brig. „Kralj Tomislav“ (Tomislavgrad)
SE „Marinko Beljo“, ehemals HOS (Prozor-Rama)
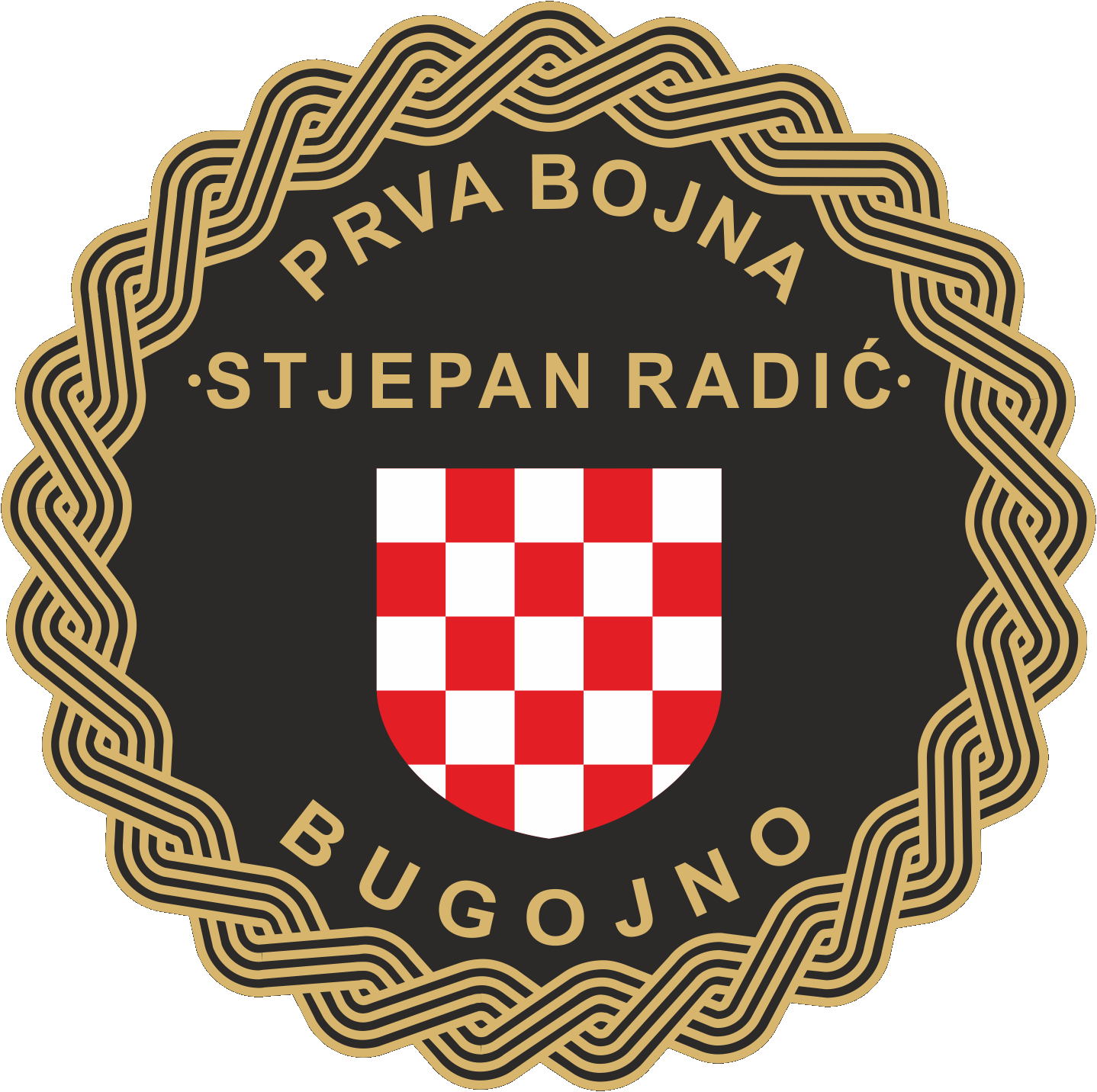
1. Bat. „Stjepan Radić“ Brig. „Eugen Kvaternik“ (Bugojno)

SE „Vitezovi“ (Vitez)
111. Brig. „xp“ (Žepče)
1. Bat. 111. Brig. „xp“ (Žepče)
Brig. „Kralj Trvtko“ (Sarajevo)
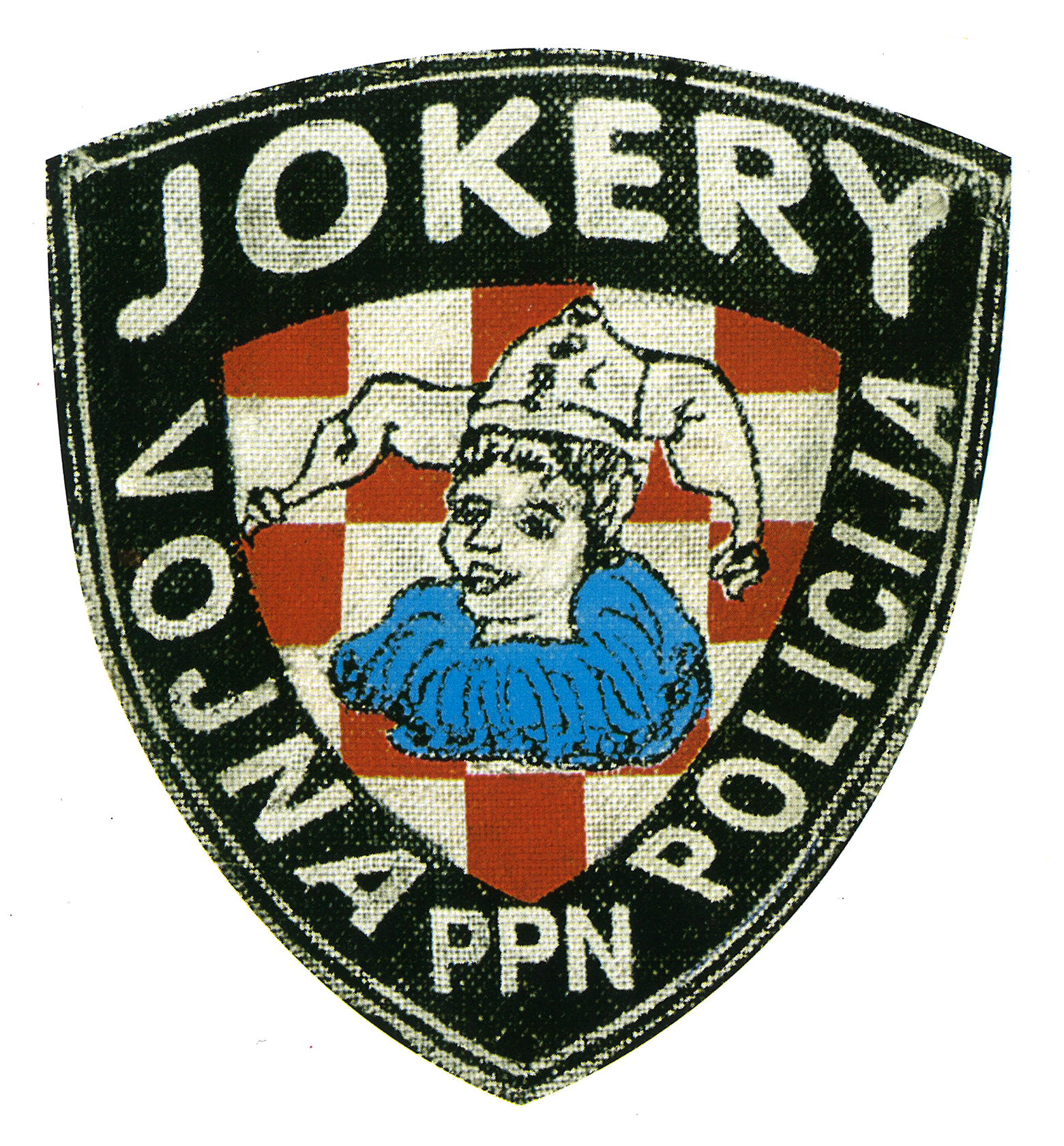
SE Jokery

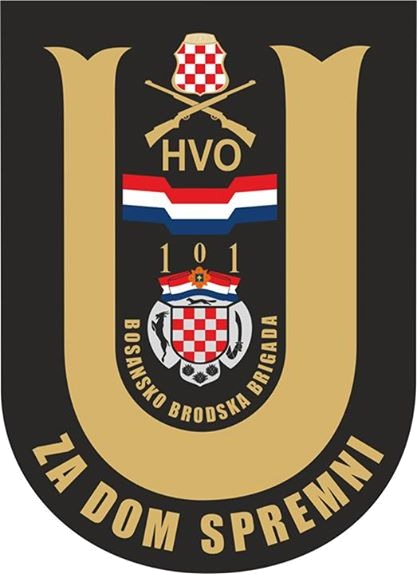
101. Brig. (Bosanski Brod)
102. Brig. (Odžak)
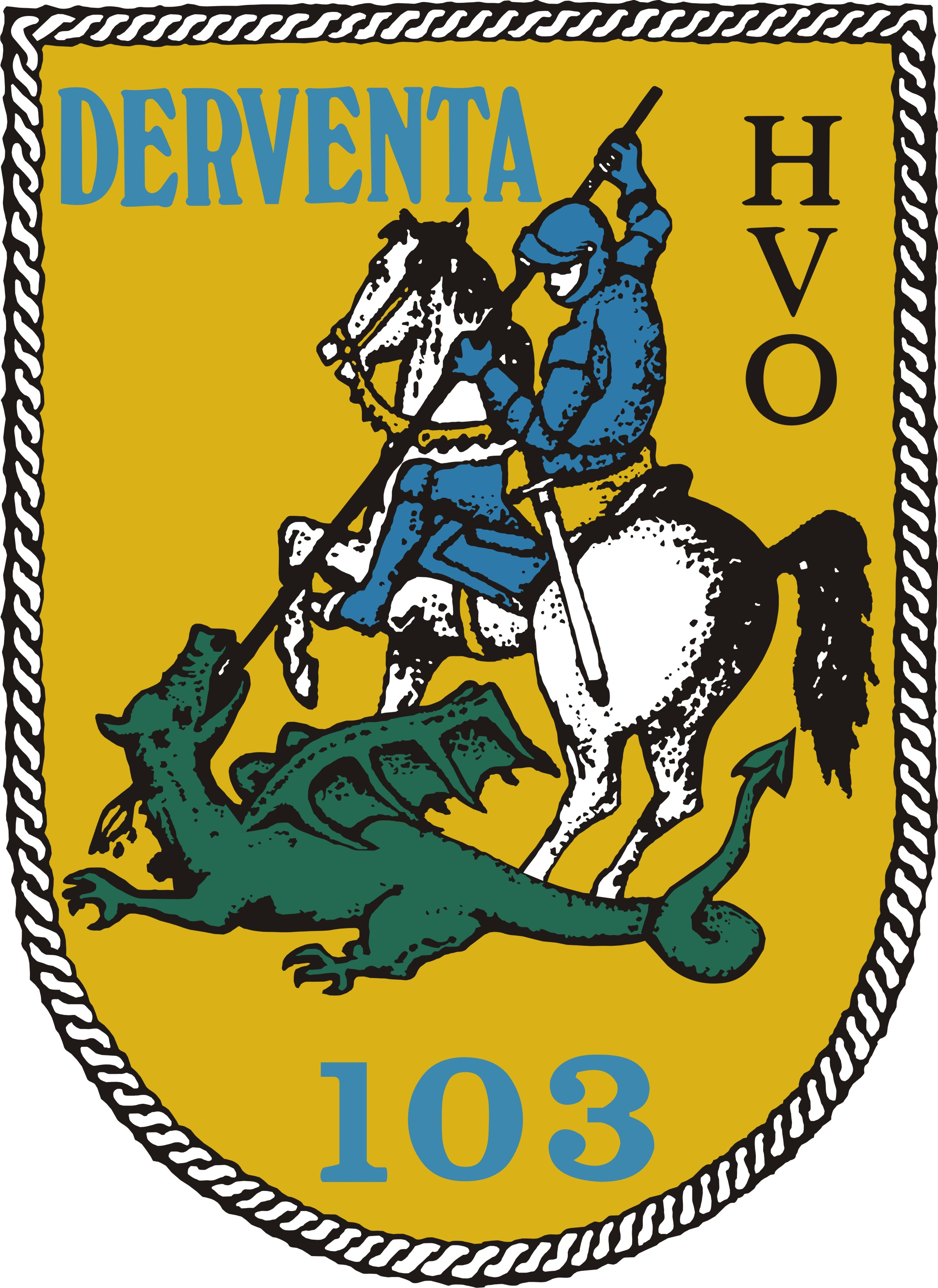
103. Brig. (Derventa)
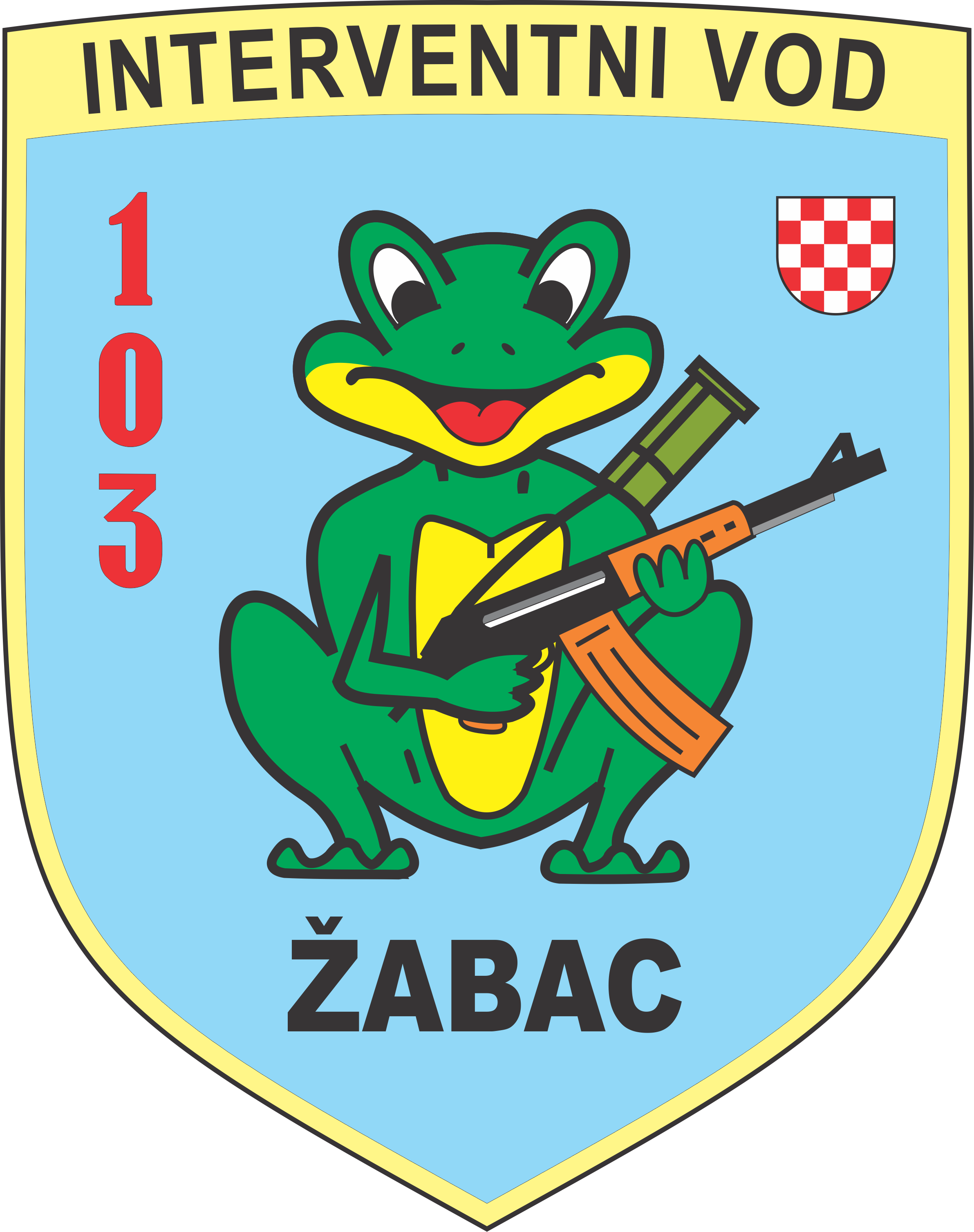
Tr. „Žabac“ 103. Brig. (Derventa)
3. Bat. (Modran) 103. Brig. (Derventa)
1. MAD (Bosnische Posavina)

Die Landstreitkräfte des HVO gliederten sich in ein Generalhauptquartier in Mostar und fünf Operationszonen. Jede Operationszone umfasste 8 bis 14 Infanterie-Brigaden (brigada), ein Militärpolizei-Bataillon und ein Leichtes Militärpolizei-Sturmbataillon. Die insgesamt 38 Infanterie-Brigaden, wurden aus Reservisten, Wehrpflichtigen und Freiwilligen formiert. Jede dieser Brigaden hatte 3 bis 4 Bataillone mit unterstützenden Diensten.
Der HVO verfügte außerdem über das, aus Berufssoldaten bestehende, Elite-Regiment „Ante Bruno Bušić“, zwei selbstständige Infanterie-Bataillone, ein leichtes Aufklärungs-Bataillon sowie Spezial- und Artillerieeinheiten.
Die HVO-Einheiten, welche zusammen mit dem 5. Korps der bosnischen Regierungsarmee die Enklave Bihać verteidigten, unterstanden einem eigenen Generalhauptquartier.
Generalhauptquartier Mostar
Oberbefehlshaber: Oberst Milivoj Petković (ab April 1992); Generalmajor Slobodan Praljak (ab 24. Juli 1993); Generalleutnant Ante Roso (ab 12. November 1993)
Spezialeinheit „Kažnjenička bojna“ (Široki Brijeg)
Regiment „Ante Bruno Bušić“ (Čapljina)
Spezialeinheit „Ludvig Pavlović“ (Čapljina)
1. Militärpolizei-Bataillon (Mostar)

SE Kažnjenička bojna (Široki Brijeg)
SE „Ludvig Pavlović“ (Čapljina)

1. Operationszone Südöstliche Herzegowina (Široki Brijeg)
Befehlshaber: Oberstleutnant/Oberst Miljenko Lasić, Oberst Filip Filipović
1. Herzegowina-Brigade „Knez Domagoj“ (Čapljina)
2. Herzegowina-Brigade, 1. Leichtes Militärpolizei-Sturmbataillon „Jure und Boban“ und 3. (später 5.) Militärpolizei-Bataillon (Mostar)
3. Herzegowina-Brigade (Mostar-Kruševo)
4. Herzegowina-Brigade „Stjepan Radić“ (Ljubuški, Grude, Čitluk)
6. Brigade „Vitez Ranko Boban“ (Grude)
7. Brigade „Mario Hrkać Ćikota“ und Brigade „Ivica Jelčić Čarls“/Regiment „Ante Bruno Bušić“ (Široki Brijeg)
Brigade „Knez Branimir“ (Čitluk)
Brigade „Herceg Stjepan“ (Konjic)
2. Operationszone Nordwestliche Herzegowina (Tomislavgrad)
Befehlshaber: Oberstleutnant Željko Šiljeg, Oberst Ivan Perić, Oberst Josip Černi
Brigade „Kralj Tomislav“ (Tomislavgrad)
Brigade „Petar Krešimir IV.“, Bataillon „Ferdo Sušić“/Regiment „Ante Bruno Bušić“, 2. Leichtes Militärpolizei-Sturmbataillon und (später 6.) Militärpolizei-Bataillon (Livno)
Brigade „Rama“ (Prozor)
Brigade „Dr. Ante Starčević“ und Bataillon „Zvonko Krajina“/Regiment „Ante Bruno Bušić“ (Uskoplje)
Brigade „Eugen Kvaternik“ (Bugojno)
Brigade „Hrvoje Vukčić Hrvatinić“ (Jajce, stationiert in Tomislavgrad)
5. Brigade und Bataillon „Vitez Damir Martić“/Regiment „Ante Bruno Bušić“ (Posušje)
- Brig. „Kralj Tomislav“
(Tomislavgrad)
- SE „Marinko Beljo“,
ehemals HOS
(Prozor-Rama)
- 1. Bat. „Stjepan Radić“
Brig. „Eugen Kvaternik“
(Bugojno)

3. Operationszone Zentralbosnien (Vitez)
Befehlshaber: Mihovil Strujić, Oberstleutnant/Oberst Tihomir Blaškić
4. (später 7.) Militärpolizei-Bataillon, 3. Leichtes Militärpolizei-Sturmbataillon (Vitez)
4. Leichtes Aufklärungs-Bataillon (Novi Travnik)
Artillerieeinheit
Aufklärungseinheit
1. Operationsplanungsgruppe:
Brigaden „Travnik“ und „Frankopan“ (Travnik)
Brigade „Stjepan Tomašević“ (Novi Travnik)
Brigade „Vitez“ (Vitez)
Brigade „Jure Francetić“ (Zenica)
2. Operationsplanungsgruppe:
Brigade „Ban Jelačić“ (Kiseljak-Kreševo)
Brigade „Nikola Šubić Zrinski“ (Busovača)
Brigade „Kotromanić“ (Kakanj)
Brigade „Bobovac“ (Vareš)
3. Operationsplanungsgruppe:
110. Brigade „Usora“ (Tešanj, Žabljak)
111. Brigade „xp“ und Bataillon „Andrija Tadić“ (Žepče)
Selbstständiges Bataillon „Komušina“ (Komušina)
Selbstständig: Brigade „Kralj Trvtko“ (Sarajevo) und 115. Brigade „Zrinski“ (Tuzla, Drijenča)
- SE „Vitezovi“
(Vitez)
- 111. Brig. „xp“
(Žepče)
- 1. Bat. 111. Brig. „xp“
(Žepče)
- Brig. „Kralj Trvtko“
(Sarajevo)
- SE Jokery

4. Operationszone Bosnische Posavina (Orašje)
101. Brigade (Bosanski Brod)
102. Brigade (Odžak)
103. Brigade (Derventa)
104. Brigade (Bosanski Šamac)
105. Brigade (Modriča)
106. Brigade, 4. Leichtes Militärpolizei-Sturmbataillon und 5. (später 8.) Militärpolizei-Bataillon (Orašje)
107. Brigade (Gradačac)
108. Brigade (Brčko)
109. Brigade (Doboj)
- 101. Brig.
(Bosanski Brod)
- 102. Brig.
(Odžak)
- 103. Brig.
(Derventa)
- Tr. „Žabac“ 103. Brig.
(Derventa)
- 3. Bat. (Modran)
103. Brig.
(Derventa)
- 1. MAD
(Bosnische Posavina)

Generalhauptquartier Bihać-Region
101. Bataillon (Bihać)

### Landstreitkräfte (Dezember 1993 bis Oktober 1995)

2. Gard.-Brig. (Mostar)

1. Gard-Brig. „Ante Bruno Bušić“ (Tomislavgrad)

3. Gard.-Brig. „Jastrebovi“ (Vitez)
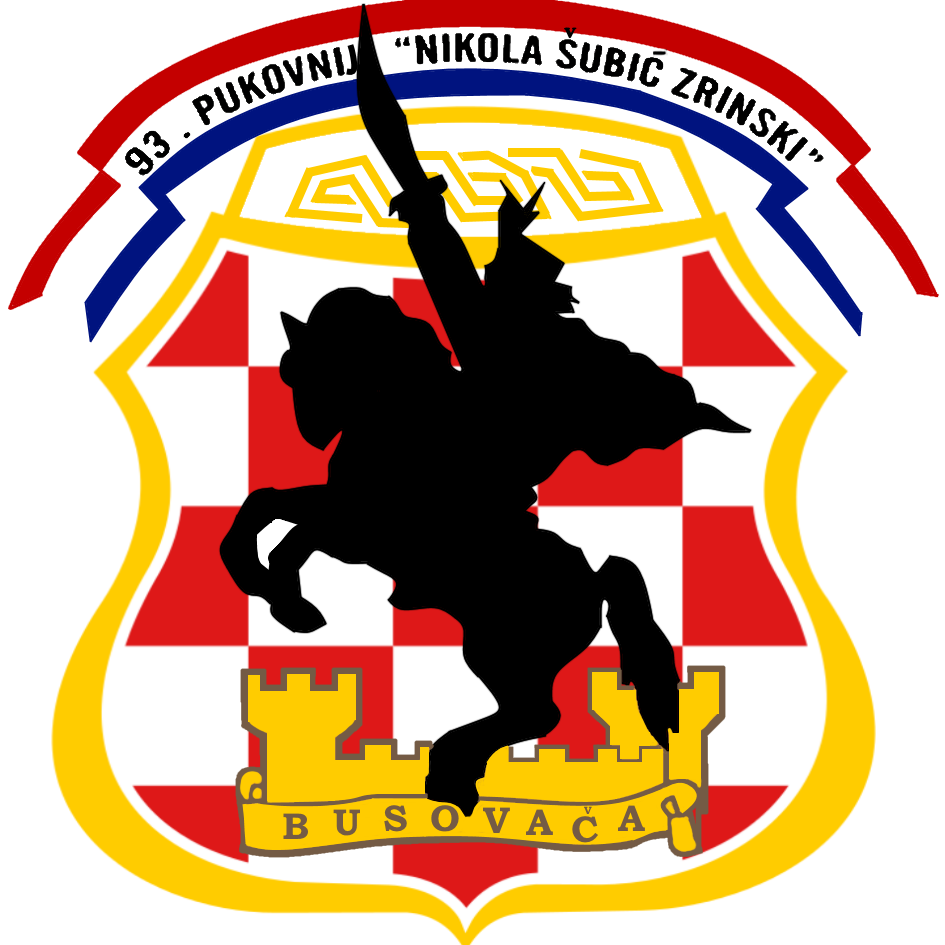
93. Heimwehr-Reg. „Nikola Šubić Zrinjski“ (Busovača)
44. Heimwehr-Bat. „Jure Francetić“ (Zenica)

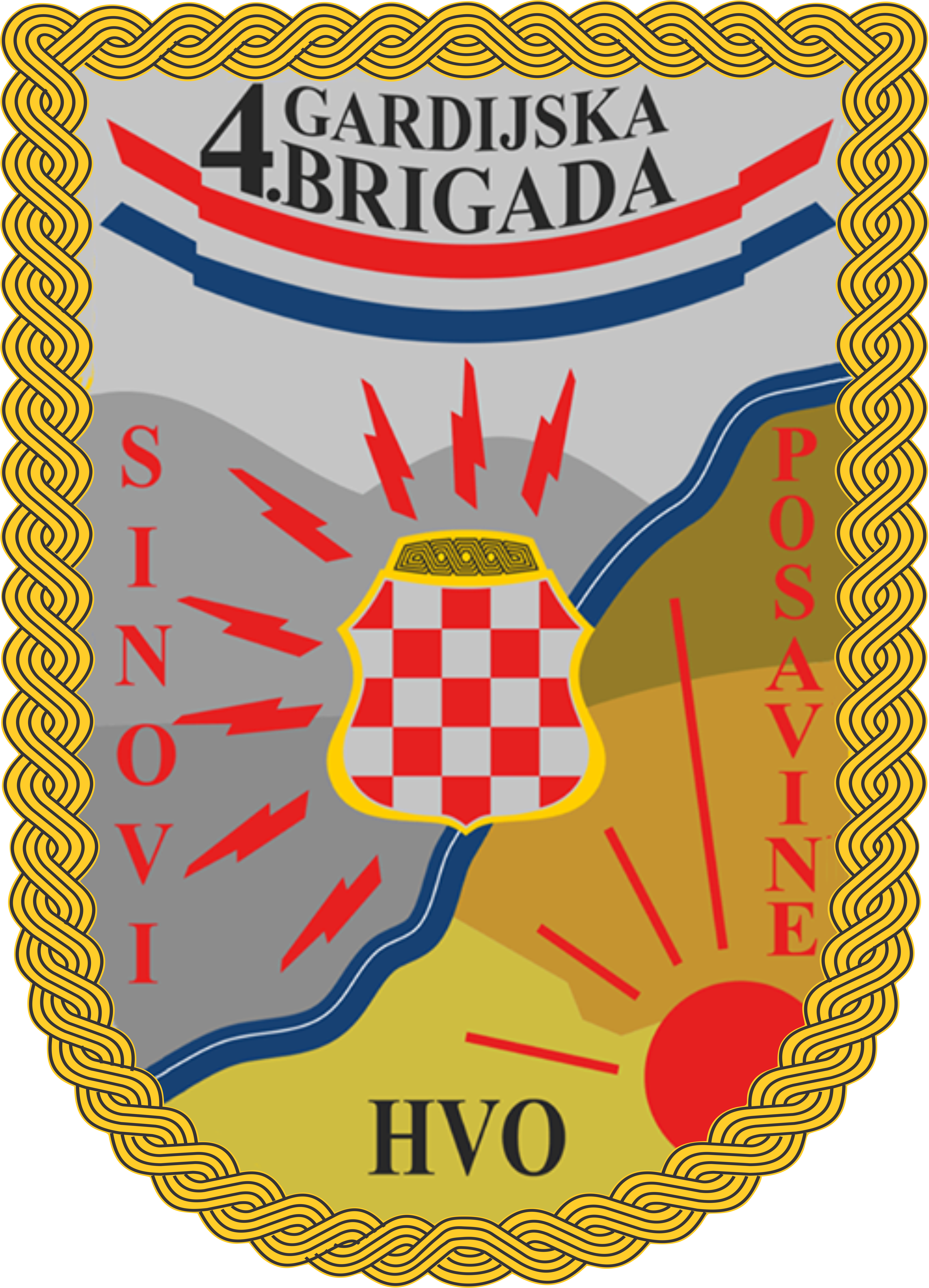
4. Gard.-Brig. „Sinovi Posavine“

Im November 1993 übernahm der Kroatische Armee-General Ante Roso den militärischen Oberbefehl und nahm eine Neuorganisation nach dem überarbeiteten Vorbild der Kroatischen Armee vor. Die fünf Operationszonen wurden in vier Korpsgebiete, mit jeweils einer, aus Berufssoldaten bestehenden, motorisierten Garde-Brigade umorganisiert. 29 Infanterie-Brigaden wurden in sogenannte Heimwehr-Regimenter (Domobranska pukovnija) umgewandelt, in der Regel mit gleicher Bezeichnung und Standort. Jedes dieser Heimwehr-Regimenter hatte drei Infanterie-Bataillone. Vier Brigaden wurden aufgelöst und die Militärpolizei auf ein Leichtes Militärpolizei-Sturmbataillon reduziert.
Generalhauptquartier Mostar
Oberbefehlshaber: Generalleutnant Ante Roso; Generalmajor Milivoj Petković (ab 26. April 1994); Generalmajor Tihomir Blaškić (ab 5. August 1995)
10. Artillerie-Raketen Regiment (Široki Brijeg)
15. Selbstständiges Luftverteidigungs-Artillerie-Raketen Bataillon
1. Militärpolizei-Bataillon (Ljubuški)
60. Garde-Luftlande-Bataillon „Ludvig Pavlović“ und Trainingslager (Čapljina)
22. Sabotage-Einheit (Široki Brijeg)
Spezialeinheit „Gavran 2“ (Čitluk)
33. Kommunikations-Kompanie (Posušje)
88. Zentrum für Elektronische Kriegsführung (Posušje)
11. Gemischte Fliegerstaffel (Posušje)
Leichtes Militärpolizei-Sturmbataillon und 1. Militärpolizei-Bataillon (Mostar)
Pionier-Bataillon
71. Fernmeldekompanie
154. Logistik-Einheit
Korpsgebiet Mostar
12. Luftverteidigungsartillerie-Bataillon (Mostar)
3. Militärpolizei-Bataillon (Čapljina)
72. Kommunikations-Kompanie (Mostar)
150. Logistikbasis (Čitluk)
2. Garde-Brigade (Mostar)
50. Heimwehr-Regiment „Knez Domagoj“ (Čapljina)
51. Heimwehr-Regiment „Stjepan Radić“ (Ljubuški)
56. Heimwehr-Regiment „Herceg Stjepan“ (Konjic, stationiert in Čapljina)
81. Heimwehr-Regiment (Mostar)
82. Heimwehr-Regiment (Mostar-Kreševo)
83. Heimwehr-Regiment „Mario Hrkać Ćikota“ (Široki Brijeg)
40. Selbstständiges Heimwehr-Regiment „Vitez Ranko Boban“ (Grude)
41. Selbstständiges Heimwehr-Regiment „Knez Branimir“ (Čitluk)
- 2. Gard.-Brig.
(Mostar)

Korpsgebiet Tomislavgrad
1. Garde-Brigade „Ante Bruno Bušić“ (Tomislavgrad)
1. Heimwehr-Regiment (Posušje)
55. Heimwehr-Regiment (Kupres)
79. Heimwehr-Regiment „Kralj Tomislav“ (Tomislavgrad)
80. Heimwehr-Regiment „Petar Krešimir IV.“ (Livno)
97. Heimwehr-Regiment „Hrvoje Vukčić Hrvatinić“ (Jajce, stationiert in Tomislavgrad)
42. Heimwehr-Regiment „Rama“ (Prozor)
43. Heimwehr-Bataillon „Dr. Ante Starčević“ (Uskoplje)
- 1. Gard-Brig.
„Ante Bruno Bušić“
(Tomislavgrad)

Korpsgebiet Vitez
3. Garde-Brigade „Jastrebovi“ (Die Falken) (Vitez)
90. Heimwehr-Regiment (Novi Travnik)
91. Heimwehr-Regiment (Travnik)
92. Heimwehr-Regiment „Vitezka“ (Vitez)
93. Heimwehr-Regiment „Nikola Šubić Zrinski“ (Busovača)
94. Heimwehr-Regiment (Kiseljak)
95. Heimwehr-Regiment „Marinko Bošnjak“ (Kreševo)
96. Heimwehr-Regiment „Bobovac“ (Vareš)
110. Heimwehr-Regiment „Usora“ (Tešanj-Žabljak)
111. Heimwehr-Regiment „xp“ (Žepče)
44. Heimwehr-Bataillon „Jure Francetić“ (Zenica)
45. Heimwehr-Bataillon „Komušina“ (Komušina)
- 3. Gard.-Brig. „Jastrebovi“
(Vitez)
- 93. Heimwehr-Reg.
„Nikola Šubić Zrinjski“
(Busovača)
- 44. Heimwehr-Bat.
„Jure Francetić“
(Zenica)

Korpsgebiet Orašje
4. motorisierte Garde-Brigade „Sinovi Posavine“ (Söhne der Posavina), 106., 201. und 202. Heimwehr-Regiment und 162. Logistikbasis (Orašje)
- 4. Gard.-Brig.
„Sinovi Posavine“

Generalhauptquartier Bihać-Region (ab Sommer 1995 Korpsgebiet Bihać)
6. Selbstständige Militärpolizei-Kompanie (Bihać)
101. Heimwehr-Regiment „Ante Knežević Krle“ (Bihać)

### Luftstreitkräfte
Zu Beginn war es der erst neu entstandenen kroatischen Luftwaffe unmöglich, den HVO beim Aufbau einer eigenen Luftwaffe zu unterstützen. Auf Initiative des Hauptquartiers in Mostar nahm der HVO daher zwei zivile Flugzeuge mit 12 Mann in Dienst. Später wurden die HVO-Luftwaffe und die Flugabwehr-Artillerie gebildet.
Luftwaffe und Flugabwehr-Artillerie
11. Kombiniertes Geschwader (Hubschrauber und Transportflugzeuge) und 121. Aufklärungsbataillon (Ljubuški)
14. Flugabwehr-Raketen-Einheit

## Hymne
Der Text der Hymne des HVO (Himna HVO) stammt von Ranko Boban. Die Musik im Stil eines Marschliedes von Mirko Krstičević. Gesang: Vlatko Grizelj.
| Kroatischer Text                                                                                             | Deutsche Übersetzung |
| --- | --- |
| Hrvatsko vijeće obrane                                                                                       | Kroatischer Verteidigungsrat |
| Mi smo vjerni Domovini, svom narodu, dragom Bogu, sluge djeci, pravdi vjerni, domobrani sve to mogu.         | Wir stehen treu zum Heimatland, Seinem Volk, dem lieben Gott. Diener der Kinder, der Gerechtigkeit, des Glaubens, Heimatverteidiger können das alles.                  |
| S krunicom i strojnicom, cvijet mladosti spremno gazi, sviću dani, nove zore, za naše gore, rijeke i more.   | Mit Rosenkranz und Maschinengewehr, Ist die Blüte der Jugend bereit zu marschieren. Ein Tagesanbruch, eine neue Morgenröte, Für unsere Berge, die Flüsse und das Meer. |
| (Refrain 2 ×:) Hrvatsko vijeće obrane, samo za sinove odane, Herceg-Bosni i slobodi, HVO, HVO, HVO nas vodi. | (Refrain 2 ×:) Kroatischer Verteidigungsrat, Nur für die treuen Söhne! Herceg-Bosna und die Freiheit, Der HVO, HVO, HVO führt uns.                                     |

## Dienstgrade der Land- und Luftstreitkräfte
Die Dienstgrade des HVO waren:
| Dienstgrade für Generäle        | Dienstgrade für Generäle        | Dienstgrade für Generäle    | Dienstgrade für Generäle | Dienstgrade für Generäle           | Dienstgrade für Generäle            | Dienstgrade für Generäle |
| ------------------------------- | ------------------------------- | --------------------------- | ------------------------ | ---------------------------------- | ----------------------------------- | ------------------------ |
|                                 |                                 |                             |                          |                                    |                                     |                          |
| General-bojnik (Brigadegeneral) | General-pukovnik (Generalmajor) | General-zbora (General)     |                          |                                    |                                     |                          |
| Dienstgrade für Offiziere       |                                 |                             |                          |                                    |                                     |                          |
|                                 |                                 |                             |                          |                                    |                                     |                          |
| Zastavnik (Feldwebelleutnant)   | Poručnik (Leutnant)             | Nadporučnik (Oberleutnant)  | Satnik (Hauptmann)       | Bojnik (Major)                     | Pukovnik (Oberstleutnant)           | Brigadir (Oberst)        |
| Dienstgrade für Unteroffiziere  |                                 |                             |                          |                                    |                                     |                          |
|                                 |                                 |                             |                          |                                    |                                     |                          |
| Desetnik (Unteroffizier)        | Vodnik (Stabsunteroffizier)     | Stožerni vodnik (Feldwebel) | Narednik (Oberfeldwebel) | Stožerni narednik (Hauptfeldwebel) | Časnički namjesnik (Stabsfeldwebel) |                          |
| Dienstgrade für Mannschaften    |                                 |                             |                          |                                    |                                     |                          |
|                                 |                                 |                             |                          |                                    |                                     |                          |
| Pozornik (Obergefreiter)        | Razvodnik (Hauptgefreiter)      |                             |                          |                                    |                                     |                          |

## Flagge und Hoheitszeichen

Flagge
Hoheitszeichen
Hoheitszeichen (Version Zentralbosnien)
Hoheitszeichen (Version Sarajevo)
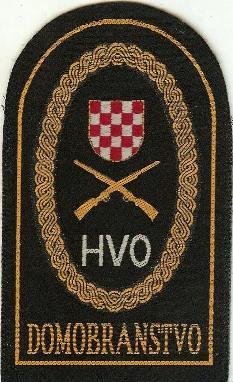
Hoheitszeichen der Heimwehr-Regimenter (ab 1993)

## Galerie

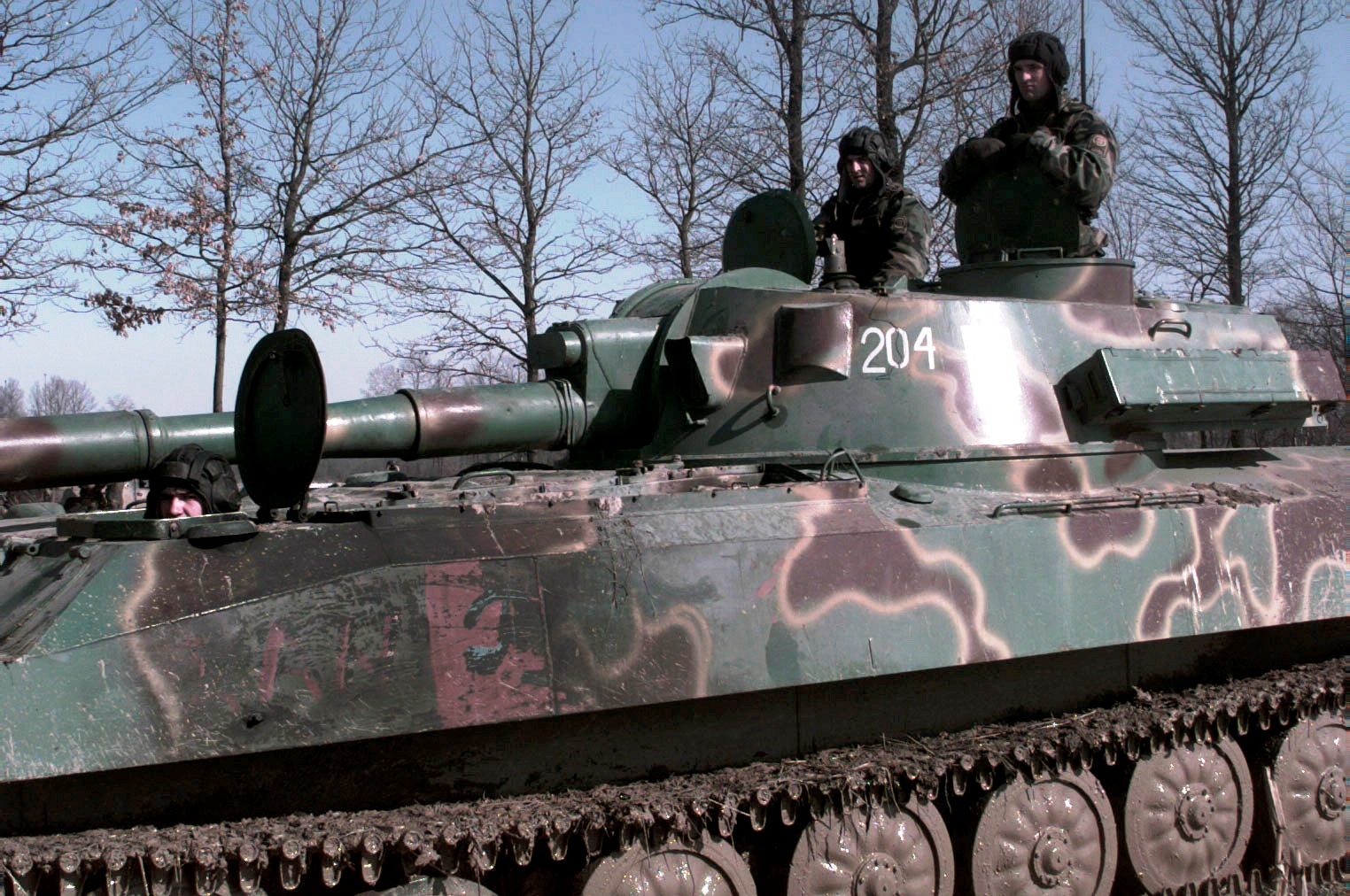
Angehörige der 4. Garde-Brigade HVO in einer von Serben erbeuteten mobilen 122-mm-Panzerhaubitze (russische 2S1 „Gvozdika“)
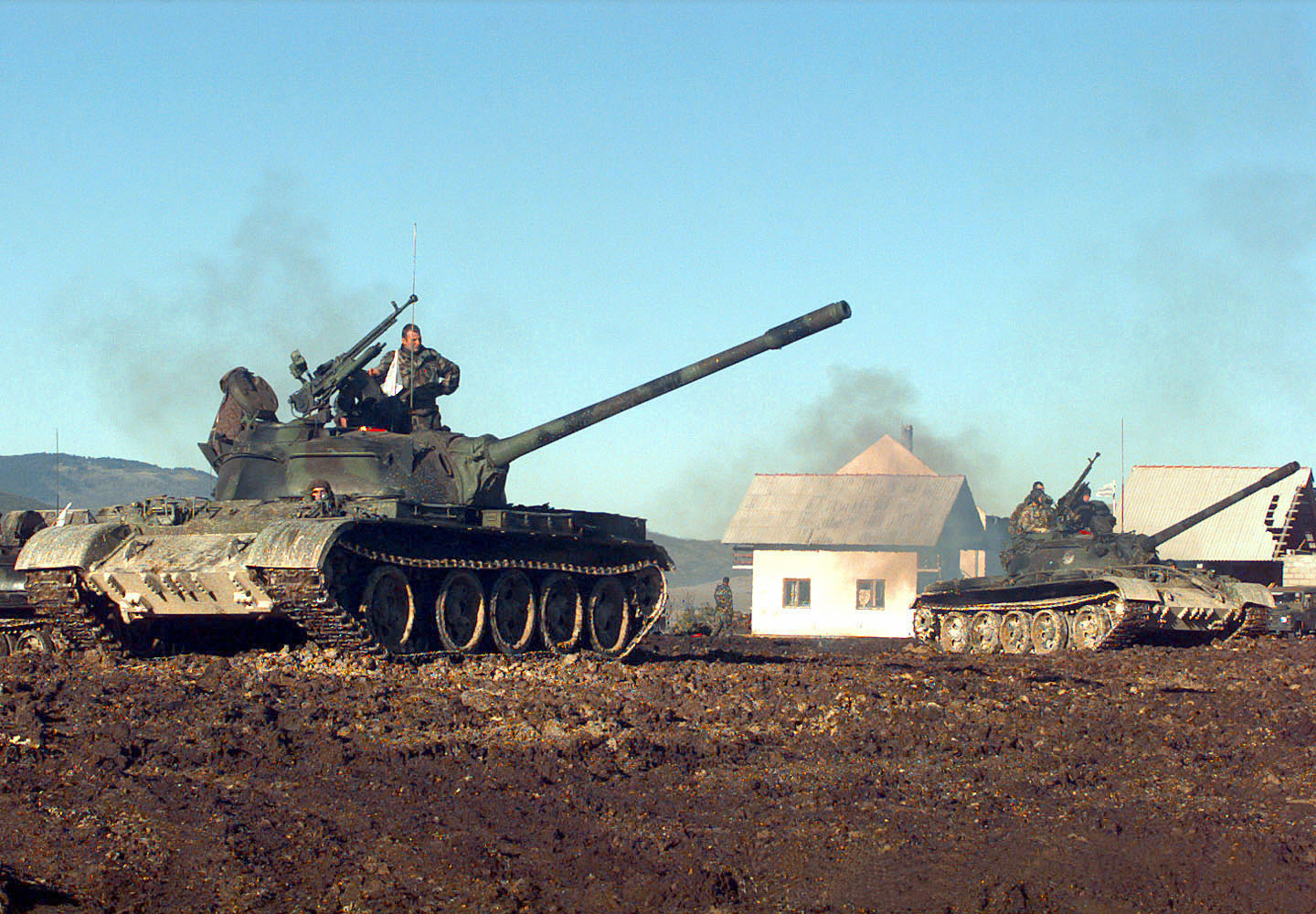
Zwei T-55-Panzer der 2. Garde-Brigade HVO im Gefecht (Glamoč)
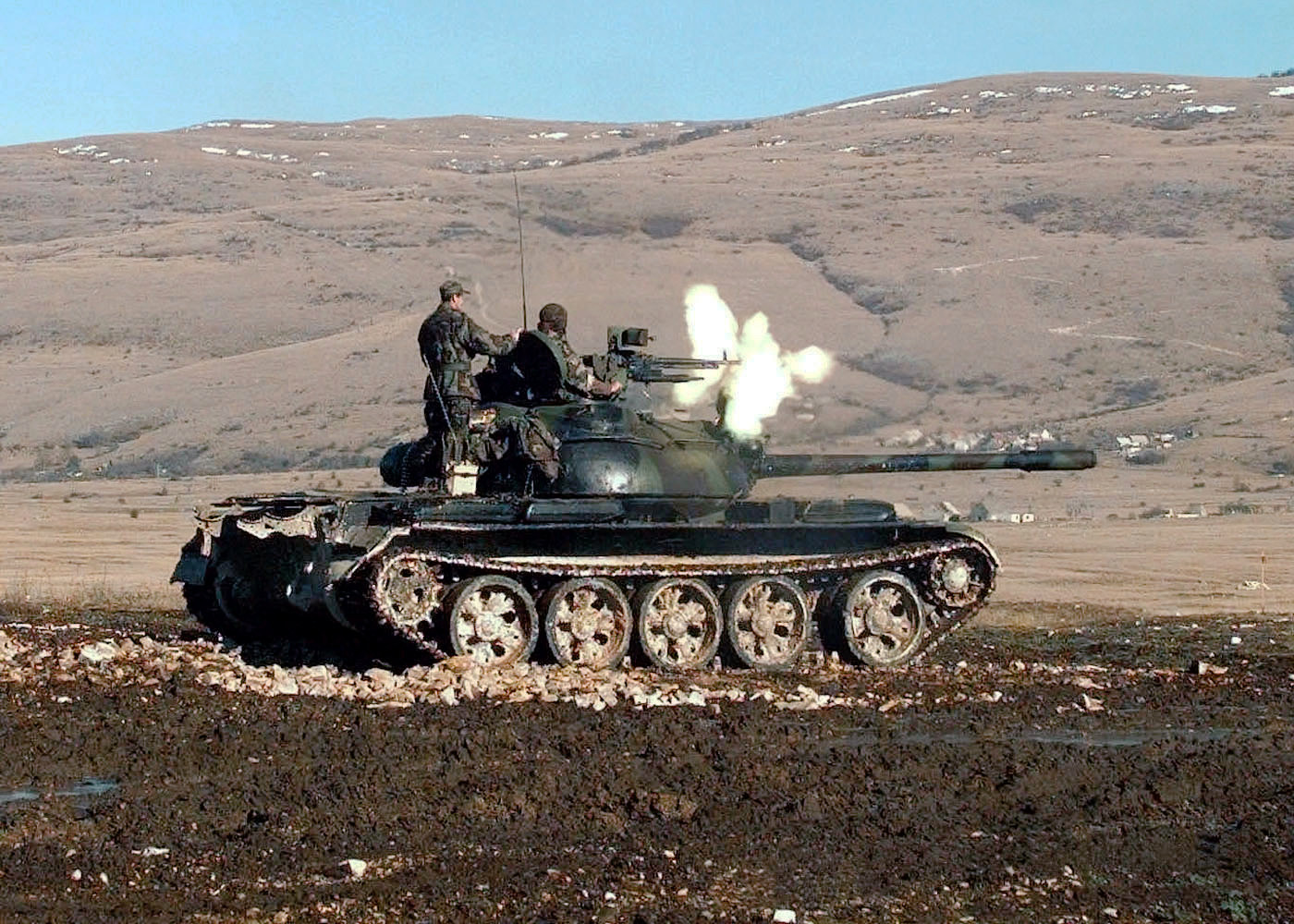
Angehörige der 2. Garde-Brigade HVO beim Abfeuern des 12,7-mm-MGs eines T-55-Panzers (Glamoč)
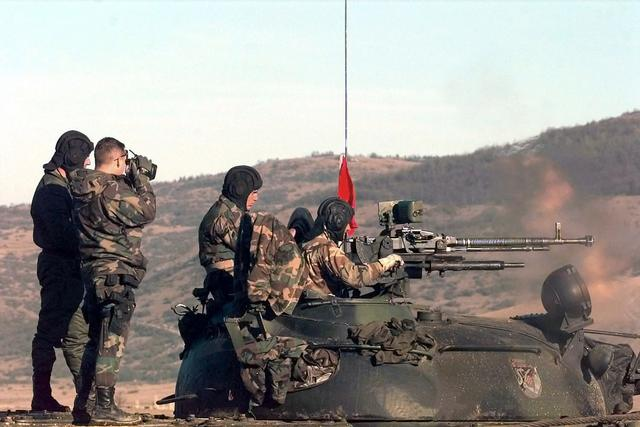
MG-Feuer und Zielkontrolle von einem T-55-Panzer; am Panzerturm das Abzeichen der 2. Garde-Brigade HVO (Glamoč)
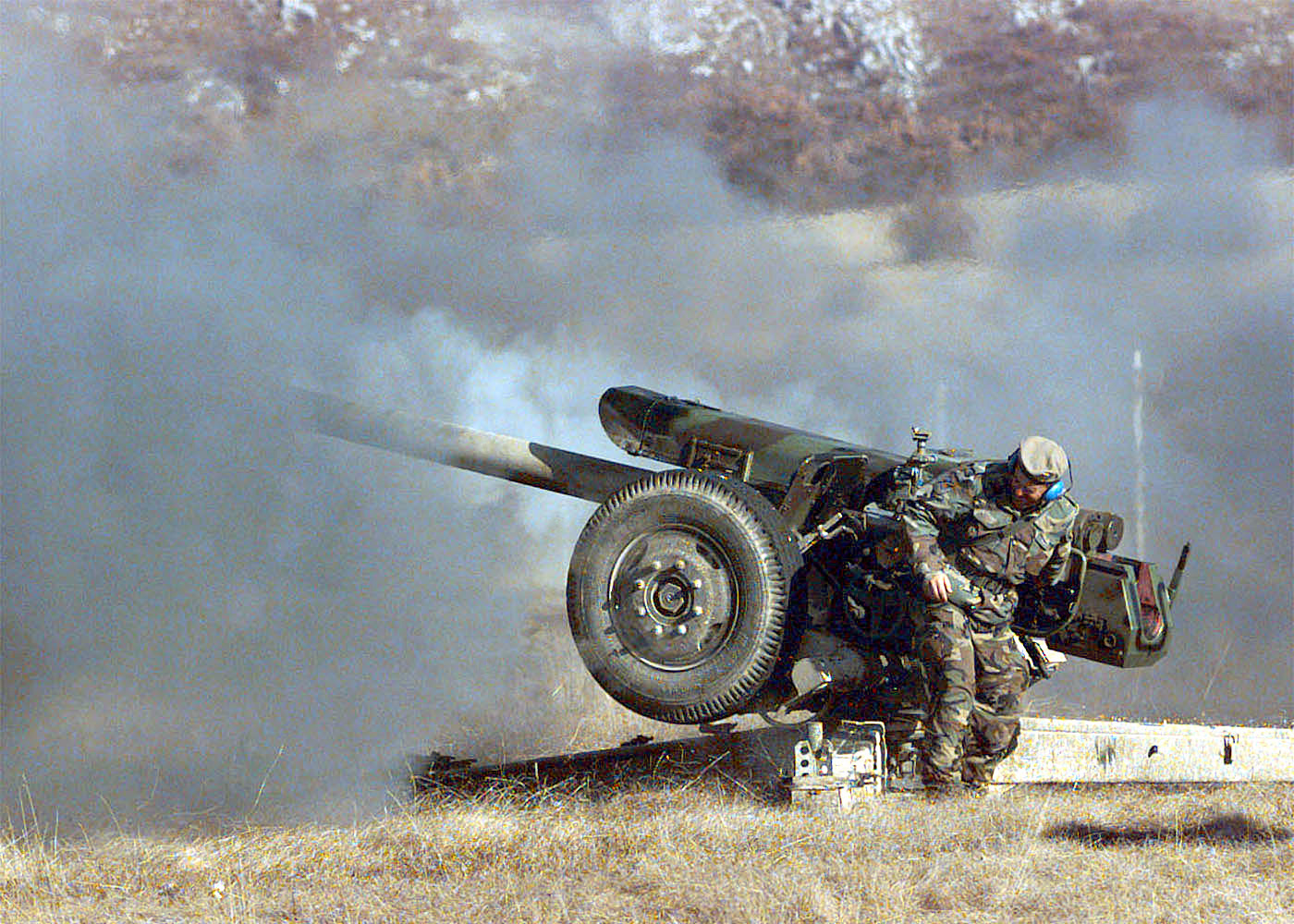
Abschuss einer 122-mm-Haubitze (D-30J) durch einen HVO-Angehörigen (Manöver).
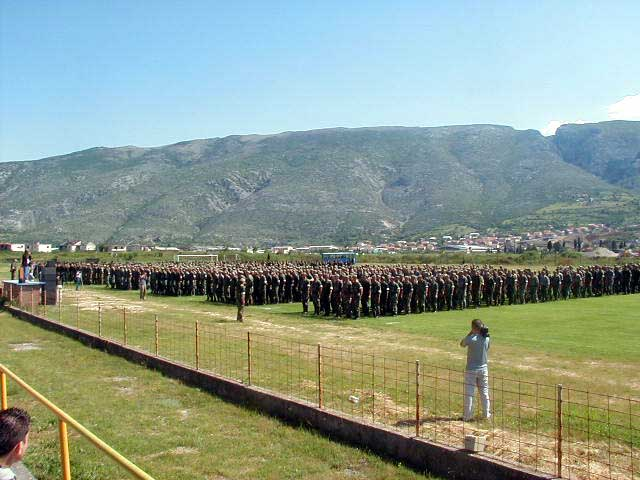
Parade von HVO-Einheiten am 11. Mai 2001 (Mostar-Rodoč).
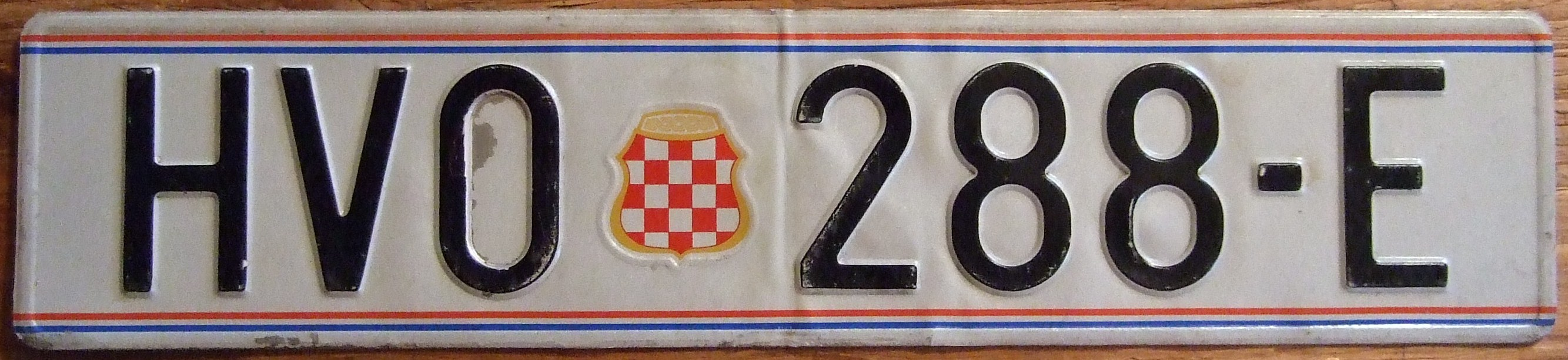
Kfz-Kennzeichen des HVO, mit dem Wappen der Kroatischen Republik Herceg-Bosna

## Auszeichnungen

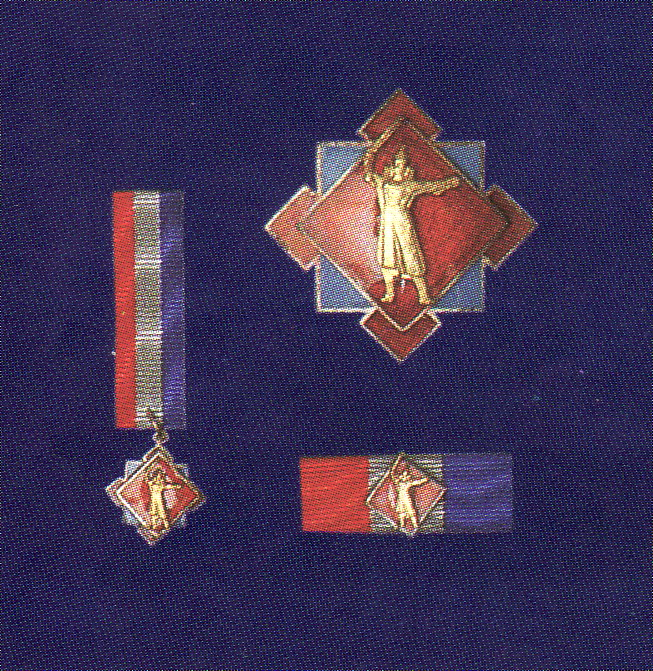
Der Orden des Nikola Šubić Zrinski ist benannt nach Nikola Šubić Zrinski und wird für Heldentaten im Krieg verliehen.

- Zum 25. Jahrestag der Operation Oluja verlieh Zoran Milanović als Präsident der Republik Kroatien am 4. August 2020 für Heldentaten im Bosnienkrieg den Orden des Nikola Šubić Zrinski an die 1. Garde-Brigade HVO „Ante Bruno Bušić“ aus Livno, die 2. Garde-Brigade HVO aus Mostar, die 3. Garde-Brigade HVO „Jastrebovi“ aus Vitez, die 4. Garde-Brigade HVO „Sinovi Posavine“ und die Spezialpolizei der Republik Herceg-Bosna.[23][24]
- Am 25. März 2023, dem 31. Gründungstag der 103. Brigade HVO in Derventa, verlieh Präsident Milanović der Militäreinheit nach Kranzniederlegung und Trauermesse den Orden des Nikola Šubić Zrinski.[25]
- Am 15. August 2023 verlieh Präsident Milanović der ältesten HVO-Militäreinheit „Poskok bojna“ in Široki Brijeg, am Stadtfest Maria Himmelfahrt, den Orden des Kroatischen Dreiblatts (Red hrvatskog trolista) und ein Fahnenband für die Bataillonsfahne.[26]

Am 6. April 2024, dem 32. Gründungstag des HVO, zeichnete Präsident Milanović die 102. Brigade (Odžak) und 108. Brigade (Brčko), das 111. Heimwehr-Regiment „xp“ (Žepče) sowie die 115. Brigade „Zrinski“ (Tuzla, Drijenča) in Knin ebenfalls mit dem Orden des Nikola Šubić Zrinski aus.

## Schriften
- Republika Bosna i Hercegovina – Hrvatska zajednica Herceg-Bosna – Hrvatsko vijeće obrane – Odjel obrane (Hrsg.): Opća pravila oružanih snaga. Mostar 1992.
- Hrvatska Republika Herceg-Bosna – Ministarstvo obrane – Glavni stožer HVO (Hrsg.): Priručnik za temeljnu obuku vojnika (Vojnik u boju). Mostar 1994.